# Merrua
Merrua es un barrio del municipio de Ibarranguelua (en euskera y oficialmente Ibarranguelu), dentro de la reserva de Urdaibai, Vizcaya, País Vasco, España.

## Situación
Se encuentra en la zona Este del municipio, lindando

## Transporte
La línea A3513 de Bizkaibus entre Bilbao y Lequeitio pasa próximo a su ubicación por la carretera   BI-3238 
de Ibinaga a Lequeitio.
También tiene acceso cercano desde el mismo alto de la carretera   Bi-3239  que une la   BI-2237  y la   BI-3238 , sin tener que atravesar Ibarranguelúa.

## Alojamiento
- Casa rural Merrutxu

- Datos: Q9031812